# Ryocalanidae
Ryocalanidae (лат.) — семейство ракообразных из отряда каляноид (Calanoida).

## Описание
Мелкие ракообразные (длина около 2 мм). Семейство можно определить по сросшимся сегментам 8 и 9 антеннул (А1), строению и сегментации ног, как у семейства Spinocalanidae, сочленению геникулированной антеннулы между сегментами 22 и 23 (а не между сегментами 18 и 19, как у большинства других родов). Голова и сегменты 1 раздельные, педигеры 4 и 5 раздельные. Рострум крупный, одноконечный, может быть раздвоен на вершине. Уросома самки 4-сегментная. Уросома самца 5-сегментная. Антеннула (A1) с 24 сегментами.

## Классификация
В состав семейства включают около 10 видов из 2 родов.
- Ryocalanus Tanaka, 1956
  - Ryocalanus bowmani Markhaseva & Ferrari, 1995[8]
  - Ryocalanus brasilianus Renz, Markhaseva & Schulz, 2013[9]
  - Ryocalanus infelix Tanaka, 1956
  - Ryocalanus spinifrons Shimode, Toda & Kikuchi T., 2000[10]
  - Ryocalanus squamatus Renz, Markhaseva & Laakmann, 2018
- Yrocalanus Renz, Markhaseva & Schulz, 2012
  - Yrocalanus admirabilis (Andronov, 1992)[11]
  - Yrocalanus antarcticus (Renz, Markhaseva & Schulz, 2012)[12]
  - Yrocalanus asymmetricus (Markhaseva & Ferrari, 1996)[13]
  - Yrocalanus bicornis (Markhaseva & Ferrari, 1996)
  - Yrocalanus kurilensis Renz, Markhaseva & Laakmann, 2018[14]